# 宝珠山駅
宝珠山駅（ほうしゅやまえき）は、福岡県朝倉郡東峰村大字福井にある、JR九州バスが運行を行っている日田彦山線BRT（BRTひこぼしライン）のバス停留所である。九州旅客鉄道（JR九州）日田彦山線の鉄道駅でもあるが、2017年（平成29年）に発生した九州北部豪雨の影響により、鉄道駅は休止中の扱いである。 
鉄道駅は九州で唯一プラットホームが県境をまたいでいる駅であり、ホームの3分の1が大分県、残りが福岡県にあった（後述）。

## 歴史
- 1937年（昭和12年）8月22日：彦山線夜明駅 - 当駅間の開通に伴い、開業[2][3]。
- 1946年（昭和21年）9月20日：彦山線当駅 - 大行司駅間が開通[2]。
- 1960年（昭和35年）4月1日：日田線が日田彦山線と改称し、区間を変更[5]。
- 1971年（昭和46年）
  - 2月20日：貨物取扱廃止[6]。
  - 3月16日：荷物扱い廃止[7]。無人化[8]。
- 1987年（昭和62年）4月1日：国鉄分割民営化により九州旅客鉄道が継承[9]。
- 2017年（平成29年）7月5日：平成29年7月九州北部豪雨の影響により鉄道路線ごと休止。
- 2023年（令和5年）8月28日：日田彦山線BRTが開業。鉄道敷やプラットホームなどを撤去して整備した専用道上の乗降場を発着する。

## 駅構造
駅舎に面した鉄道ホームの跡地にBRTのりばが設けられている。日田方面は駅舎に隣接して乗降場が設けられ、添田方面は対向側に待合ブースが設けられている。待合ブースには、駅付近の桜並木が木材と桜色の透過パネルの組み合わせで表現されている。
彦山駅から当駅まではBRT専用道区間であり、当駅が専用道終端となる。当駅から日田駅方面は一般道走行区間となるため、大肥川の橋を渡って東側にある国道211号に合流する。専用道のゲートは駅の北側に設けられている。
駅舎は旧駅舎の外観デザインをほぼ踏襲する形で1998年（平成10年）に建て替えられたもので、待合所、トイレの他、地元の集会所（福井コミュニティーセンター）が入っていたが、BRT開業後の2024年度（令和6年度）よりリニューアルが進められている。これは福岡県、添田町、東峰村で構成する福岡県日田彦山線沿線地域振興推進協議会による沿線振興の取り組みの一環である。駅舎正面側、BRTのりば側の両面にガラス扉が追加され、待合室はキッズスペースとなり、集会所はカフェスペースとなった。また、BRT開業後も残された鉄道ホーム跡には、地域の交流の場として県をまたぐミュージアムが設けられた。これに伴い、ホーム上にあった県境を示す碑は移設されている。
鉄道ホーム跡に新設されたミュージアムの横には、ドーンデザイン研究所の水戸岡鋭治がデザインした日田彦山線沿線地域振興記念モニュメントが設置され、2025年（令和7年）1月18日に記念式典が実施された。

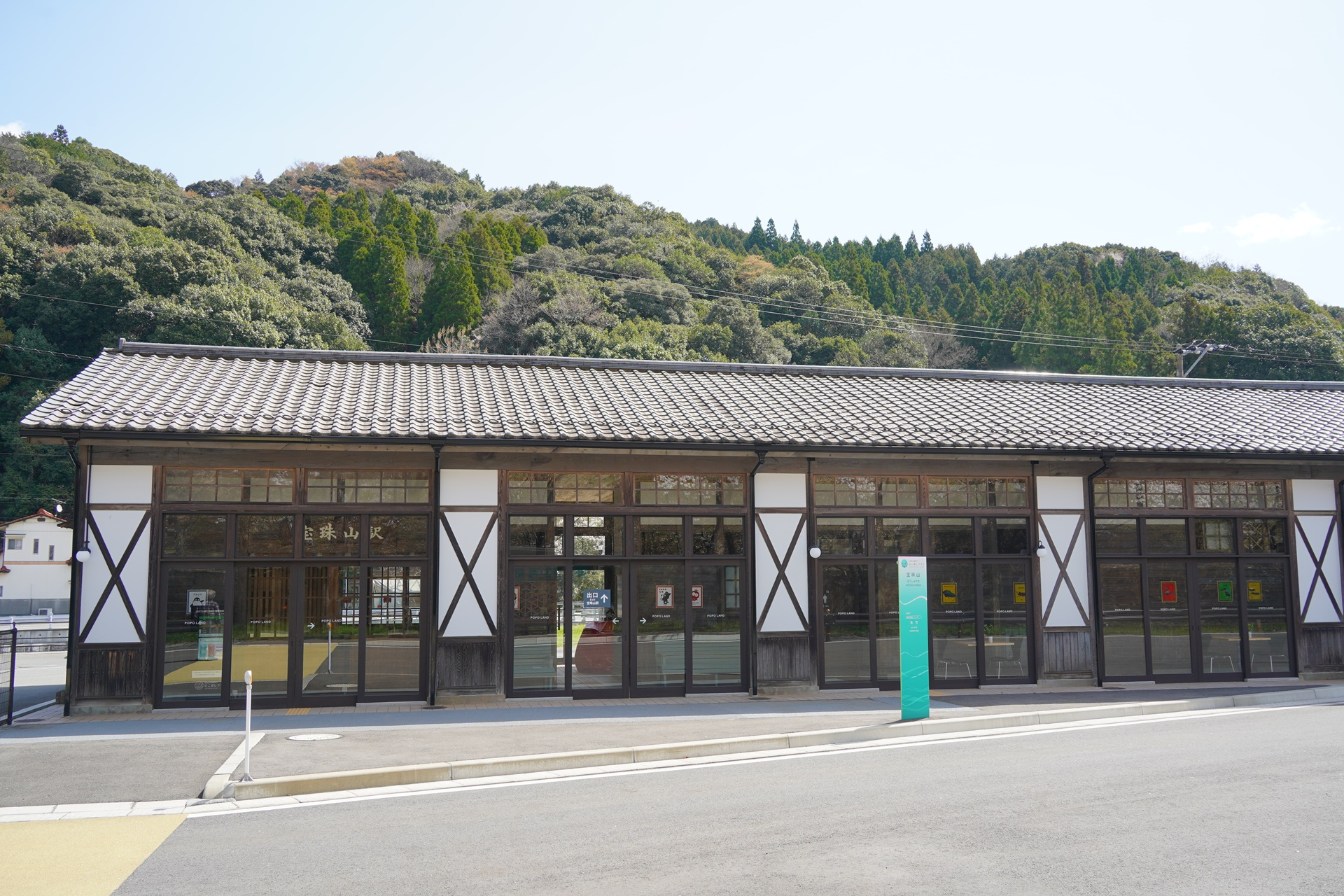
日田方面のりば（2025年3月）
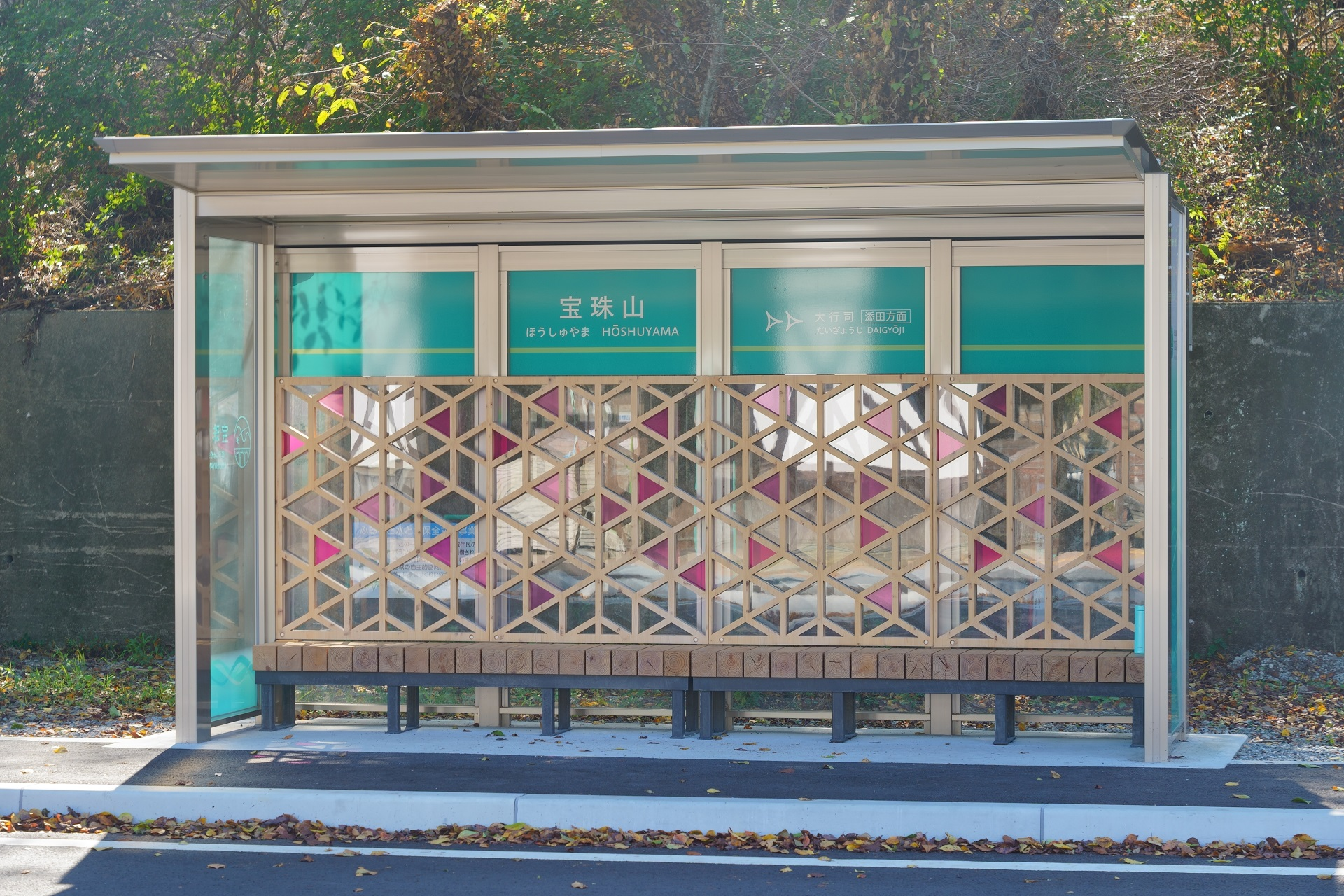
添田方面のりば（2023年9月）
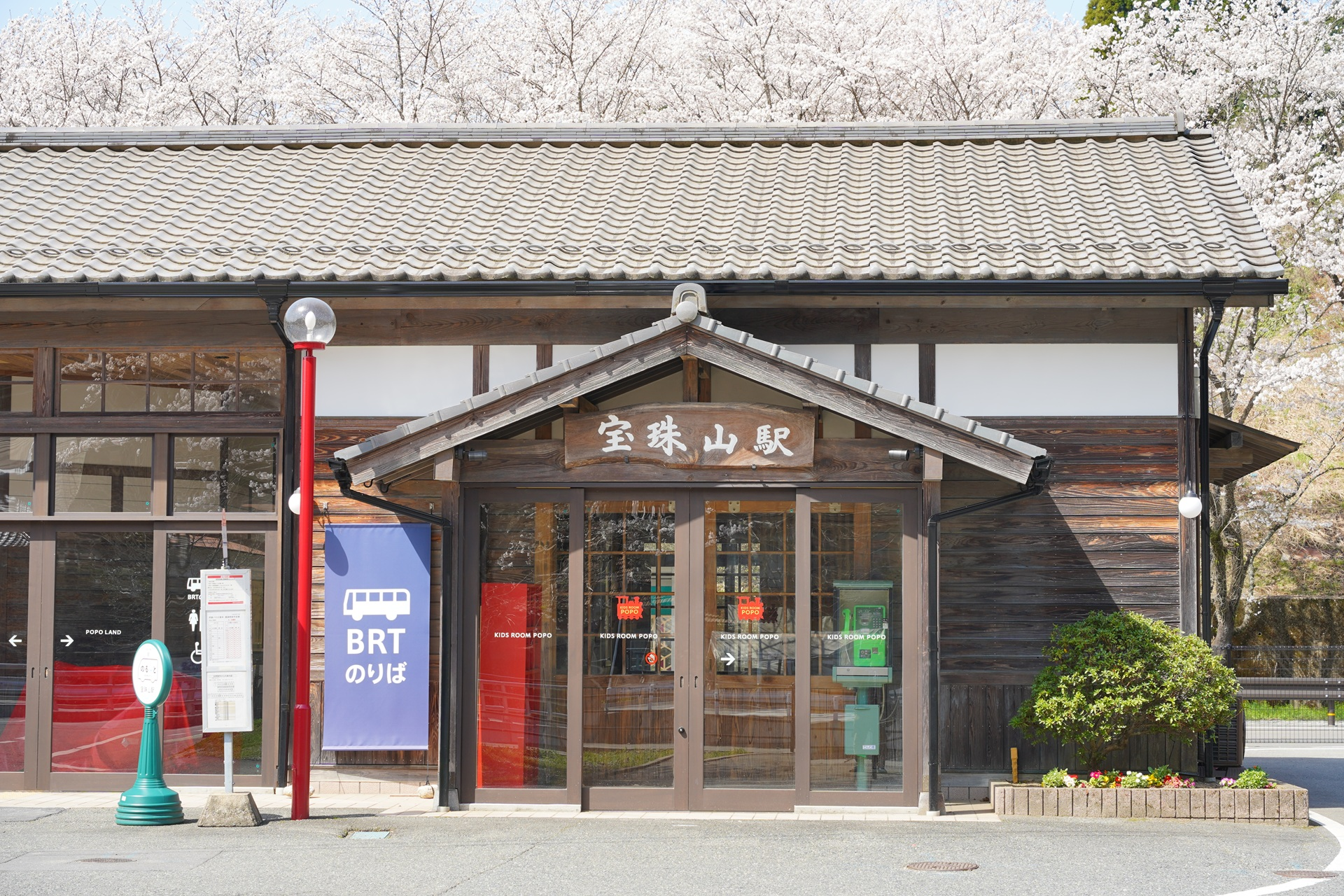
キッズスペース入口（2025年3月）
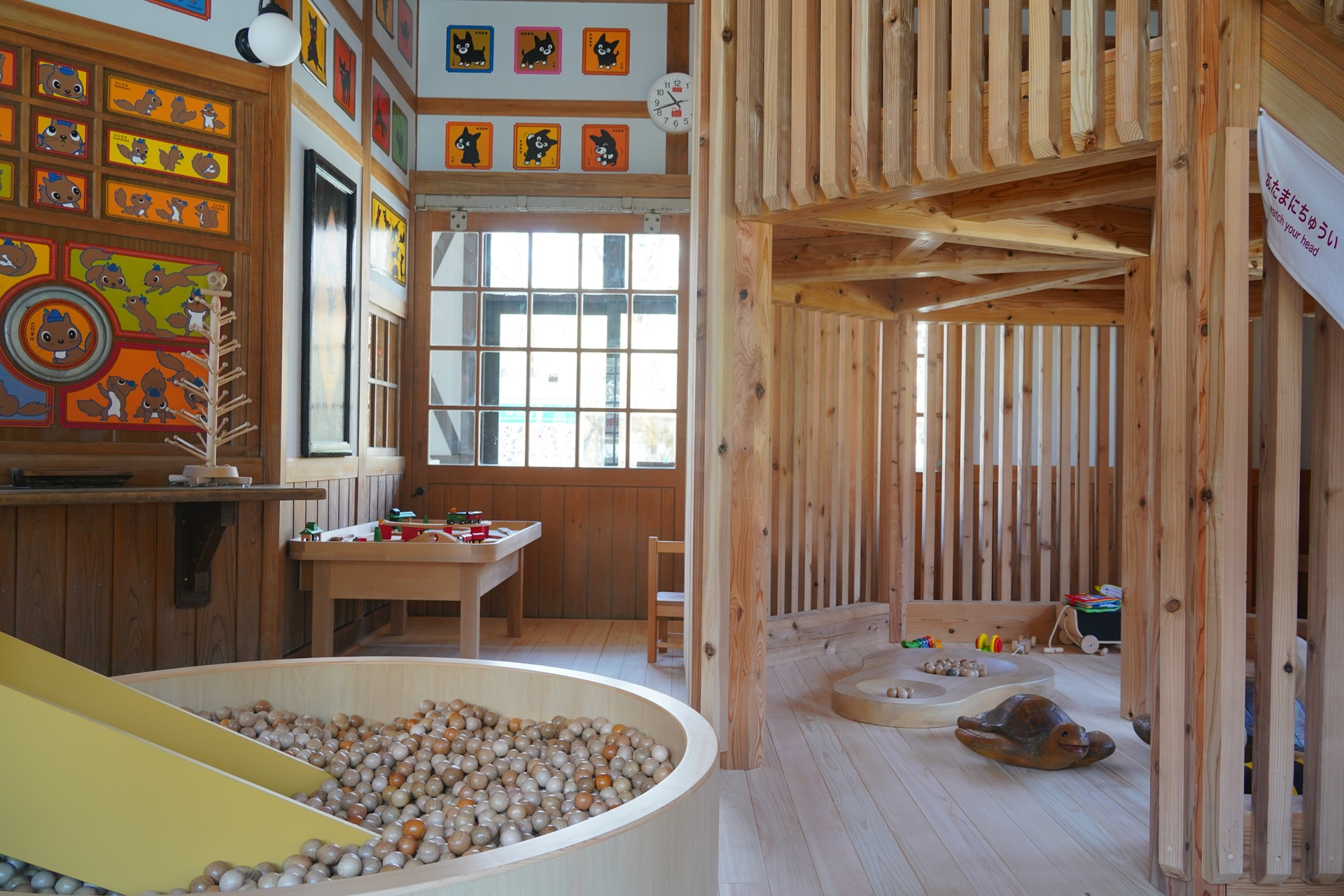
キッズスペース（2025年3月）
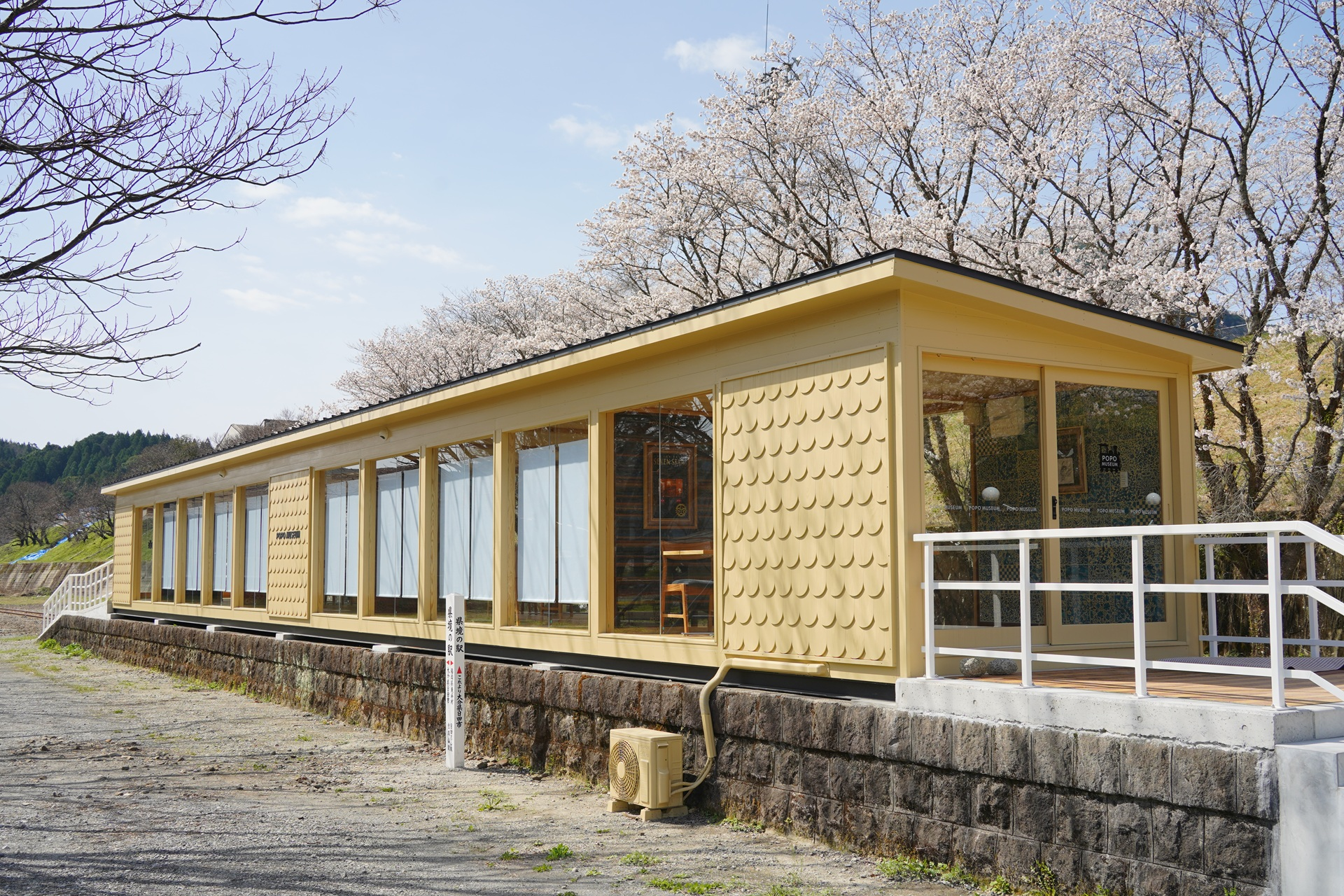
鉄道ホーム跡に設けられたミュージアム（2025年3月）
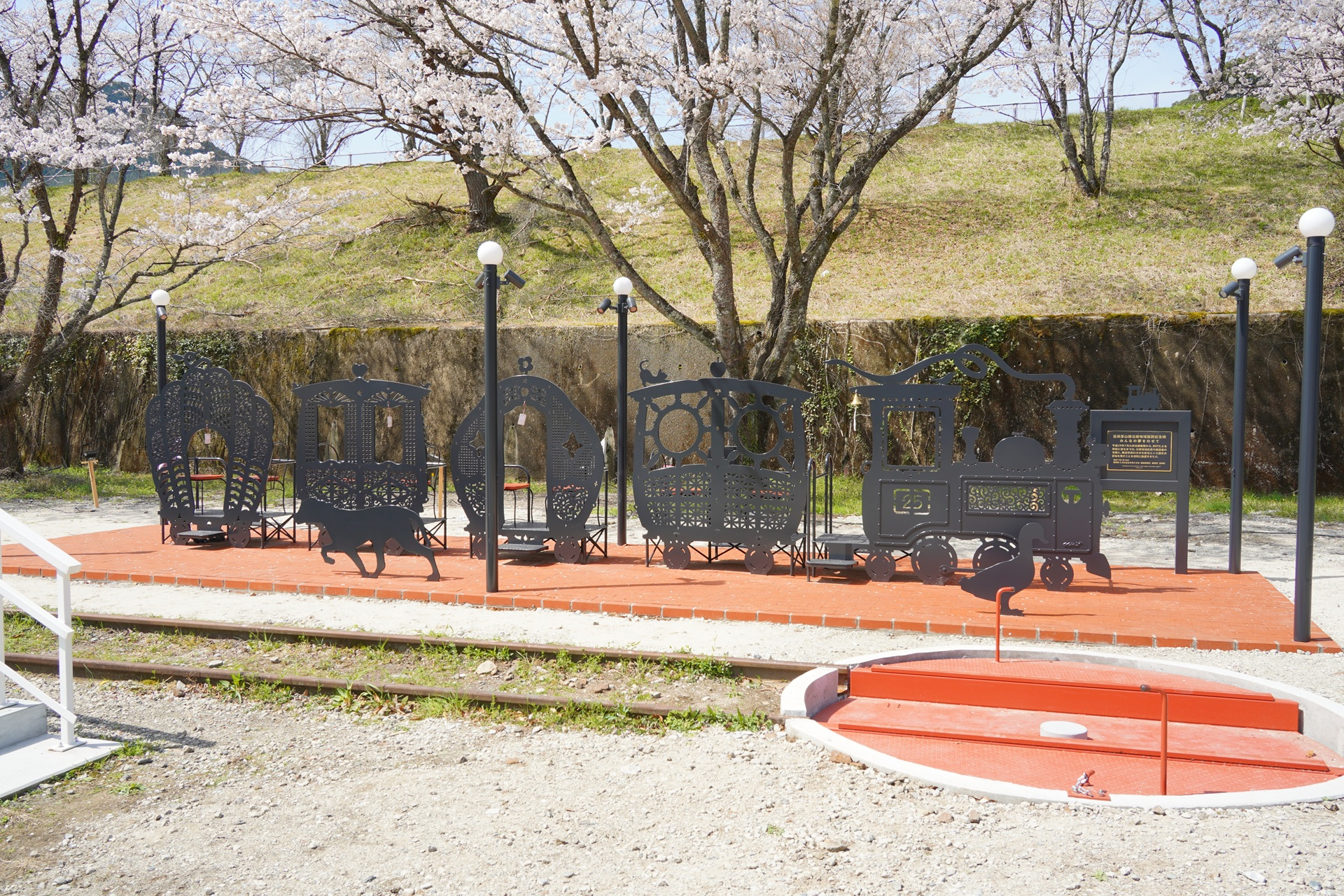
日田彦山線沿線地域振興記念モニュメント（2025年3月）

以下の画像はBRT開業後、駅舎リニューアル前のものである。

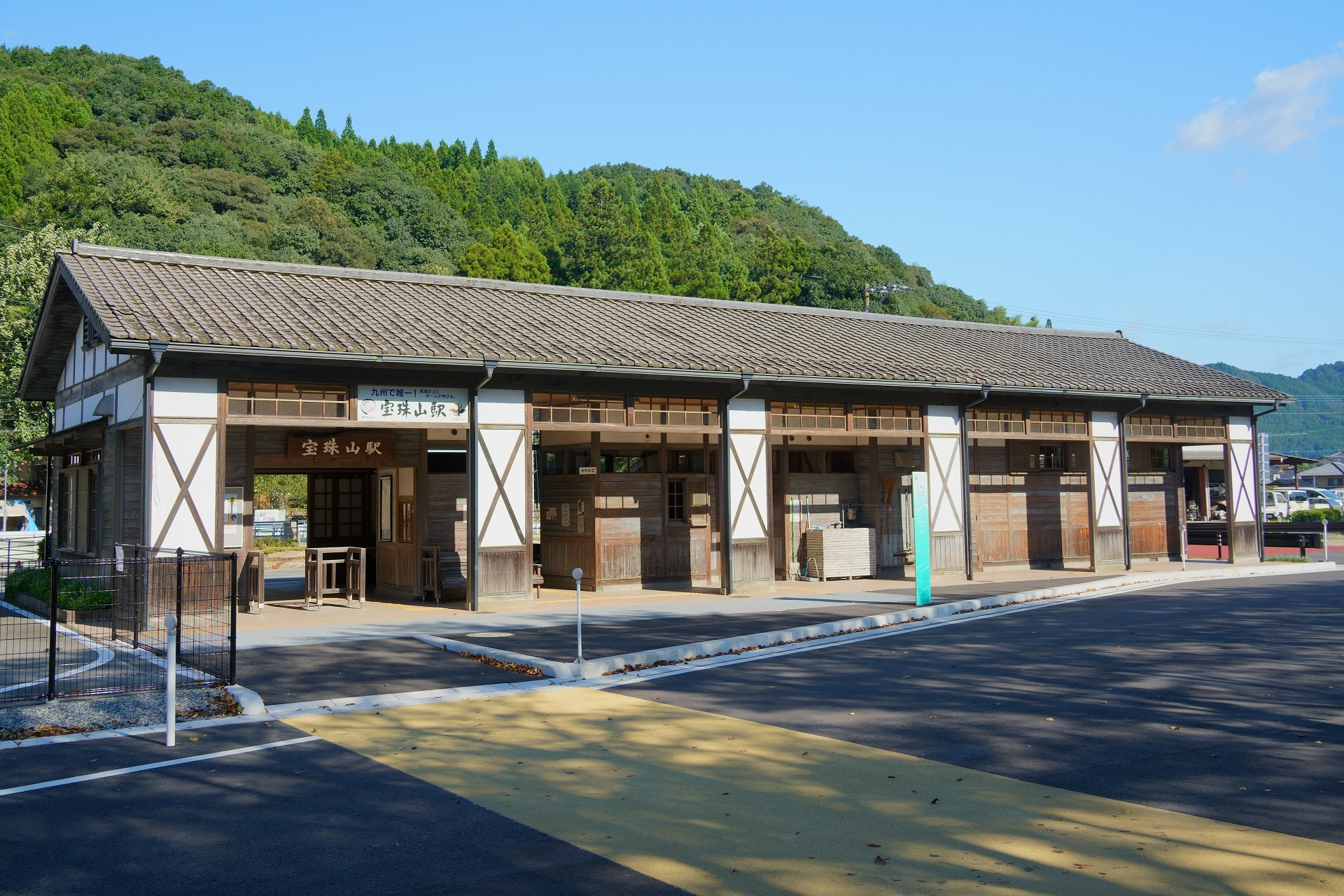
日田方面のりば（2023年9月）
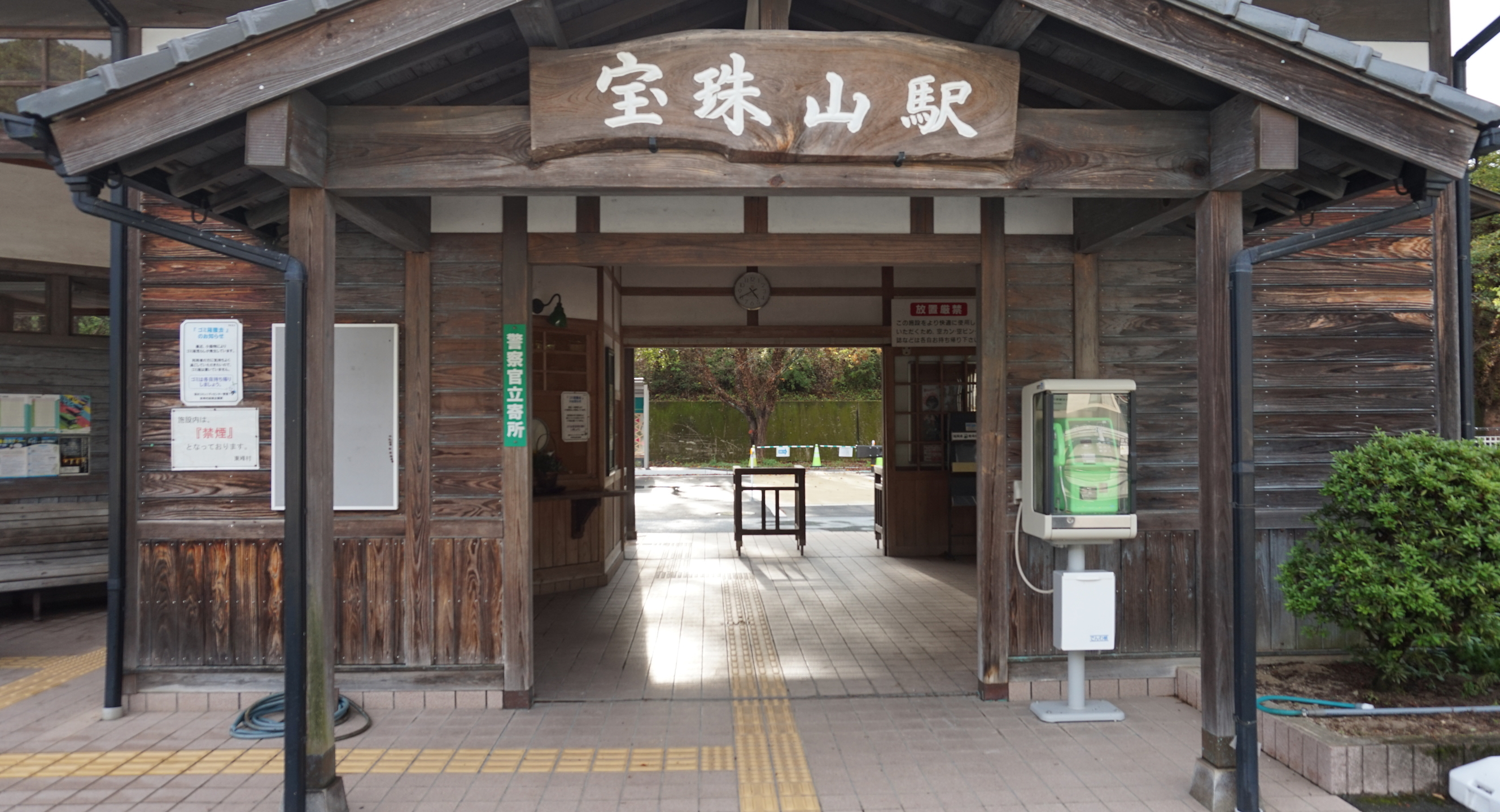
駅入口（2023年9月）
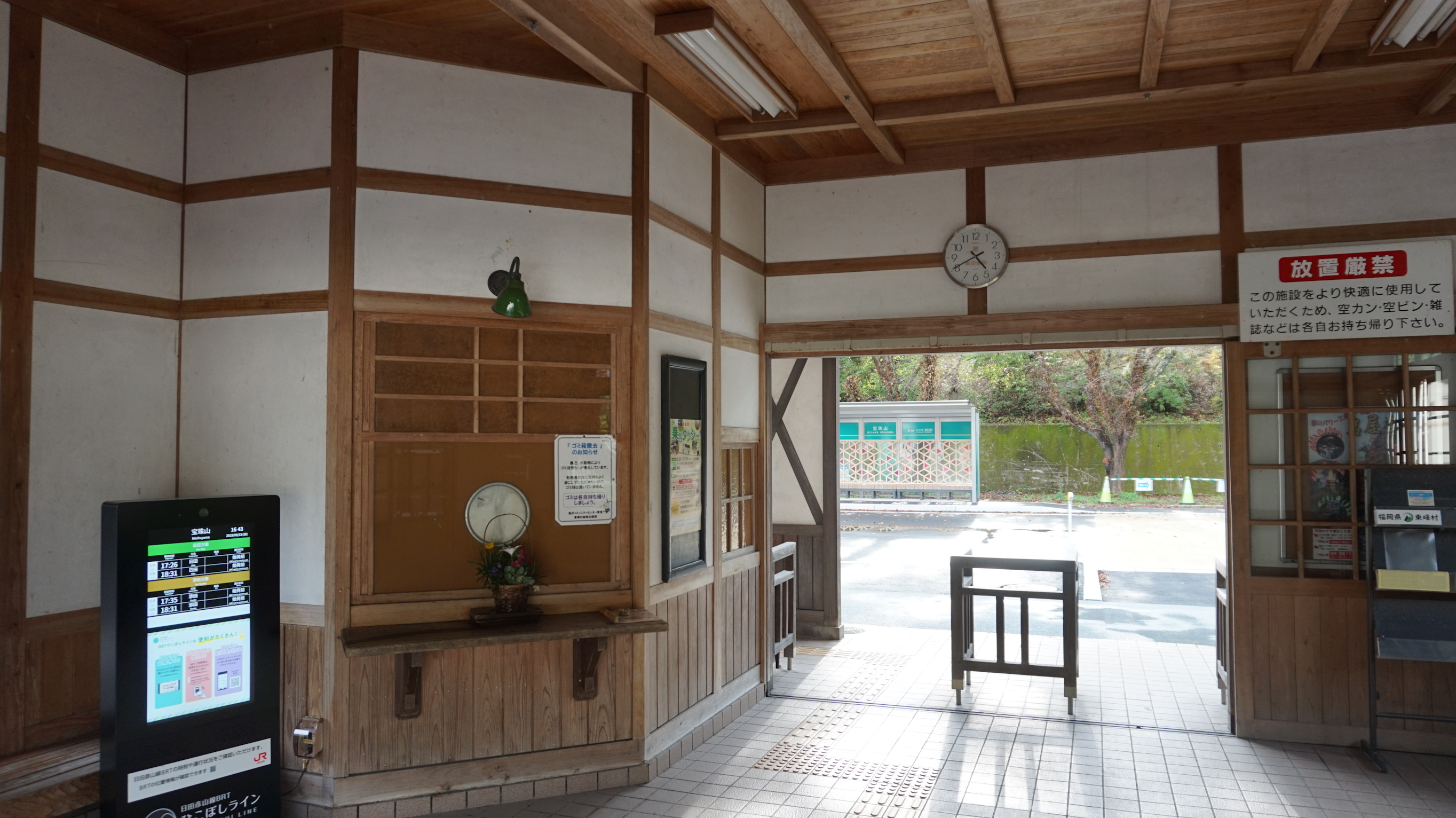
駅舎内側（2023年9月）

鉄道駅は単式ホーム1面1線を有する地上駅であったが、かつては島式ホーム1面2線であった。1971年（昭和46年）2月10日から無人駅化されていた。
九州北部豪雨による休止後、代行バスは駅から橋を渡って東方に150メートル離れた、国道211号沿いに設けられた代行バス停留所より発着していた。
ホームの県境部分には、県境を示す碑が立てられ、東峰村の特産である小石原焼の陶板が埋め込まれていた。

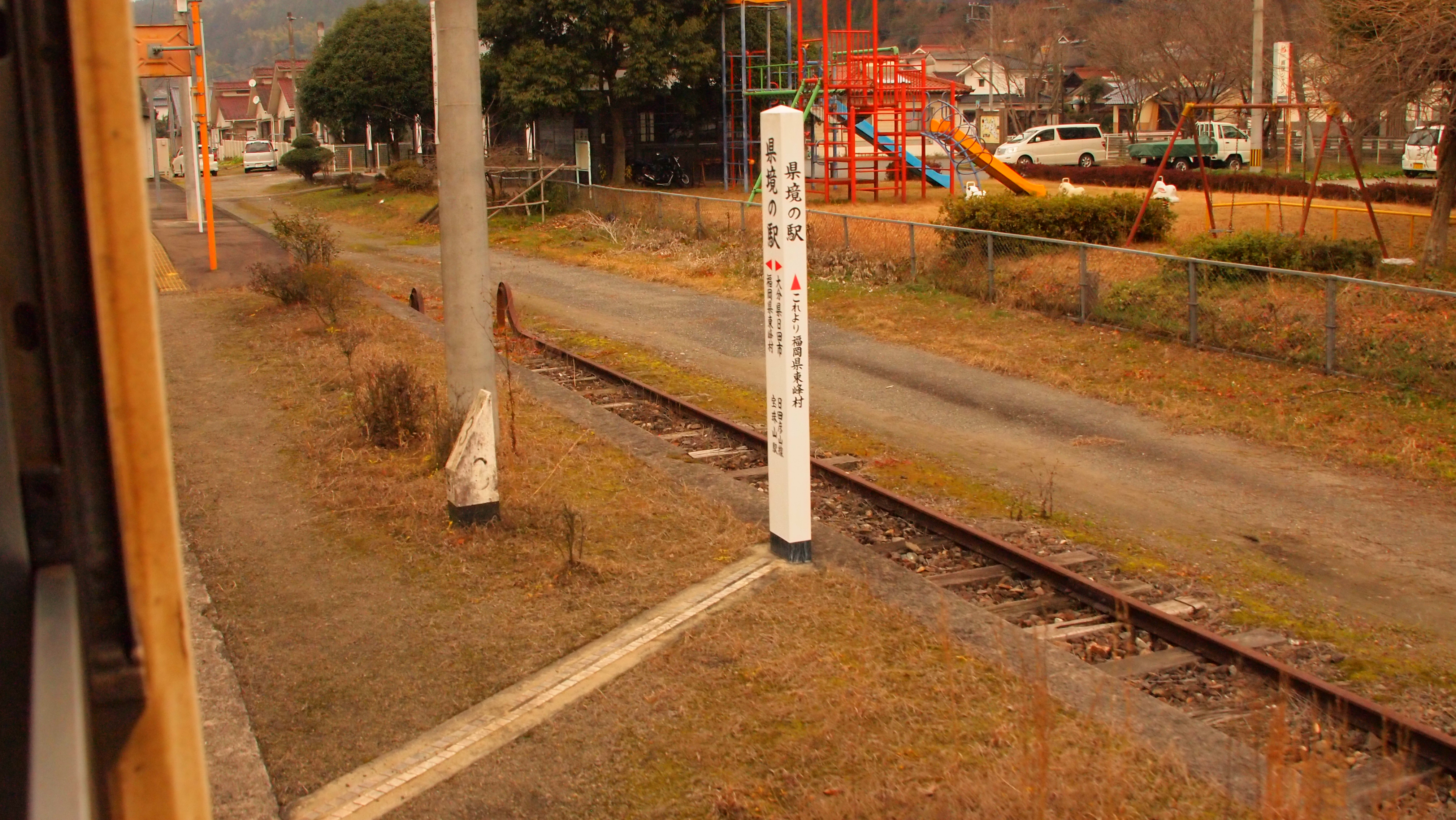
宝珠山駅の県境表示（専用道敷地外の鉄道ホーム跡）

## 駅周辺
東峰村の南端部に立地しており、村の中心地や村役場へは隣の大行司駅のほうが近い。駅前を大肥川が流れ、その川の向こうに国道211号が日田彦山線に並行して通っている。
- 福井神社

### バス路線
駅舎前の広場にのるーと東峰の宝珠山停留所がある。
- 棚田交流館 →  宝珠山駅　→ 塔の元 → 小石原
- 小石原庁舎 → 宝珠山駅 → 塔の元  → 杷木

## 隣の駅
九州旅客鉄道（JR九州）
■日田彦山線（休止中）
大行司駅 - 宝珠山駅 - 大鶴駅
JR九州バス・九州旅客鉄道（JR九州）
■日田彦山線BRT（BRTひこぼしライン）
大行司駅 - 宝珠山駅 - 吉竹駅